# Гай Пакций Африкан
Гай Пакций Африкан (на латински: Gaius Paccius Africanus; † 78 г.) e политик и сенатор на Римската империя през 1 век.
През юли и август 66 г., по времето на император Нерон, той е суфектконсул заедно с Марк Аний Африн. През 77/78 г. е проконсул на провинция Африка.